# برايان بوث
برايان بوث (30 سبتمبر 1924 في أستراليا - ) (بالإنجليزية: Brian Booth)‏ هو لاعب كريكت أسترالي. لعب مع فريق تسمانيا للكريكت.

## وصلات خارجية
- برايان بوث على موقع إي آس بي آن كريك إنفو (الإنجليزية)